# Championnat II d'Europe masculin de hockey en salle 2024
Navigation
Paredes 2022 2026
Le Championnat II d'Europe masculin de hockey en salle 2024 sera la 14e édition du Championnat II d'Europe masculin de hockey en salle, soit la 1re édition scindée en 2 groupes. Il se tiendra du 2 au 4 février 2024 à Budapest en Hongrie et à Paredes au Portugal.
Le Portugal étant censé participer à ce tournoi en tant que pays organisateur d'un tournoi sur deux obtient sa promotion à la suite du forfait des Pays-Bas pour la 1re division de l'Euro 2024 à Louvain en Belgique,.

## Équipes qualifiées
| Événement      | Dates                | Lieu     | Quotas | Qualifiés                                   |
| -------------- | -------------------- | -------- | ------ | ------------------------------------------- |
| Euro II 2022   | 14 - 16 janvier 2022 | Paredes  | 2      | Turquie Slovaquie                           |
| Euro III 2022  | 2 - 4 décembre 2022  | Athiénou | 6      | Italie Danemark Irlande Chypre Serbie Grèce |
| Nouveaux venus | 20 décembre 2023     | NC       | 4      | Bulgarie Hongrie Lituanie Norvège           |
| Total          | Total                | Total    | 12     |                                             |

## Critères
En cas d'égalité de points de plusieurs équipes à l'issue des matchs de poule, les critères suivants sont appliqués dans l'ordre indiqué pour établir leur classement:
1. Points de chaque équipe,
2. Matchs gagnés,
3. Différence de buts,
4. Buts pour,
5. Plus grand nombre de points obtenus dans les matchs de poule disputés entre les équipes concernées,
6. Buts marqués en plein jeu.

## Paredes

### Premier tour
Légende :
- Finale
- Match pour la 3e place

#### Poule
| Rang | Équipe     | Pts | J | G | N | P | Bp | Bc | Diff |
| ---- | ---------- | --- | - | - | - | - | -- | -- | ---- |
| 1    | Irlande P  | 9   | 4 | 3 | 0 | 1 | 31 | 11 | +20  |
| 2    | Danemark P | 9   | 4 | 3 | 0 | 1 | 31 | 13 | +18  |
| 3    | Lituanie   | 6   | 4 | 2 | 0 | 2 | 14 | 15 | -1   |
| 4    | Chypre P   | 3   | 4 | 1 | 0 | 3 | 5  | 21 | -16  |
| 5    | Norvège    | 3   | 4 | 1 | 0 | 3 | 8  | 29 | -21  |

| 2 février 2024 | Irlande  | 11 - 1 | Norvège  |
| 2 février 2024 | Chypre   | 1 - 3  | Lituanie |
| 2 février 2024 | Danemark | 13 - 2 | Norvège  |
| 2 février 2024 | Irlande  | 6 - 3  | Lituanie |
| 3 février 2024 | Lituanie | 3 - 4  | Norvège  |
| 3 février 2024 | Chypre   | 1 - 8  | Danemark |
| 3 février 2024 | Norvège  | 1 - 2  | Chypre   |
| 3 février 2024 | Irlande  | 5 - 6  | Danemark |
| 4 février 2024 | Danemark | 4 - 5  | Lituanie |
| 4 février 2024 | Chypre   | 1 - 9  | Irlande  |

### Phase de classement

#### Match pour la3eplace
| Match 11             | Chypre  | 1 - 5   | Lituanie                                                |                                         |                                         |
| 4 février 2024 12h15 | Lyne 1e | (1 - 3) | 3e, 18e Balsiukas · 10e, 35e Pocevicius · 36e Stankevič | Arbitrage : Marco Santos Simon O'Connor | Arbitrage : Marco Santos Simon O'Connor |
| 4 février 2024 12h15 | Rapport |         |                                                         | Arbitrage : Marco Santos Simon O'Connor | Arbitrage : Marco Santos Simon O'Connor |

#### Finale
| Match 12             | Danemark  | 1 - 3   | Irlande                        |                                         |                                         |
| 4 février 2024 13h40 | Grand 35e | (0 - 1) | 5e Williams · 37e, 39e Canning | Arbitrage : Tommy Croese Raphaël Adrien | Arbitrage : Tommy Croese Raphaël Adrien |
| 4 février 2024 13h40 | Rapport   |         |                                | Arbitrage : Tommy Croese Raphaël Adrien | Arbitrage : Tommy Croese Raphaël Adrien |

## Budapest

### Poule
| Rang | Équipe      | Pts | J | G | N | P | Bp | Bc | Diff |
| ---- | ----------- | --- | - | - | - | - | -- | -- | ---- |
| 1    | Turquie P   | 18  | 6 | 6 | 0 | 0 | 59 | 12 | +47  |
| 2    | Italie P    | 15  | 6 | 5 | 0 | 1 | 63 | 10 | +53  |
| 3    | Slovaquie P | 12  | 6 | 4 | 0 | 2 | 54 | 17 | +37  |
| 4    | Hongrie H   | 9   | 6 | 3 | 0 | 3 | 27 | 21 | +6   |
| 5    | Bulgarie    | 3   | 6 | 1 | 0 | 5 | 13 | 57 | -44  |
| 6    | Serbie      | 3   | 6 | 1 | 0 | 5 | 12 | 59 | -47  |
| 7    | Grèce       | 3   | 6 | 1 | 0 | 5 | 13 | 65 | -52  |

| 2 février 2024 | Bulgarie  | 2 - 13 | Turquie   |
| 2 février 2024 | Grèce     | 1 - 14 | Italie    |
| 2 février 2024 | Slovaquie | 15 - 1 | Serbie    |
| 2 février 2024 | Hongrie   | 1 - 5  | Turquie   |
| 2 février 2024 | Bulgarie  | 2 - 13 | Italie    |
| 2 février 2024 | Grèce     | 4 - 3  | Serbie    |
| 2 février 2024 | Hongrie   | 2 - 6  | Slovaquie |
| 3 février 2024 | Turquie   | 14 - 0 | Serbie    |
| 3 février 2024 | Bulgarie  | 0 - 13 | Slovaquie |
| 3 février 2024 | Hongrie   | 1 - 10 | Italie    |
| 3 février 2024 | Turquie   | 15 - 2 | Grèce     |
| 3 février 2024 | Serbie    | 7 - 2  | Bulgarie  |
| 3 février 2024 | Italie    | 5 - 1  | Slovaquie |
| 3 février 2024 | Grèce     | 0 - 11 | Hongrie   |
| 4 février 2024 | Turquie   | 4 - 3  | Italie    |
| 4 février 2024 | Grèce     | 1 - 15 | Slovaquie |
| 4 février 2024 | Hongrie   | 6 - 0  | Bulgarie  |
| 4 février 2024 | Italie    | 18 - 1 | Serbie    |
| 4 février 2024 | Turquie   | 8 - 4  | Slovaquie |
| 4 février 2024 | Grèce     | 5 - 7  | Bulgarie  |
| 4 février 2024 | Serbie    | 0 - 6  | Hongrie   |

| Match 1              | Turquie | 13 - 2  | Bulgarie                   |                                         |                                         |
| 2 février 2024 10h00 | Öztürk 6e · Aydin 10e, 30e, 34e, 35e · Elagöz 17e · Ekinci 20e · Özdemir 26e, 31e, 32e, 37e · Ataş 27e · Acikgoz 33e | (4 - 1) | 19e Baklev · 40e Momchilov | Arbitrage : Balazs Szalay Isaac Charles | Arbitrage : Balazs Szalay Isaac Charles |
| 2 février 2024 10h00 | Rapport |         |                            | Arbitrage : Balazs Szalay Isaac Charles | Arbitrage : Balazs Szalay Isaac Charles |

| Match 2              | Italie | 14 - 1  | Grèce         |                                         |                                         |
| 2 février 2024 11h15 | Pagliara 6e, 14e, 23e · Valentino 10e · Muzzioli 20e, 27e, 30e, (2x)37e, 39e · Moretto 35e · Chiesa 36e · Succi 36e, 38e | (4 - 1) | 13e Antonakos | Arbitrage : Daniël Veerman Ivan Yanchev | Arbitrage : Daniël Veerman Ivan Yanchev |
| 2 février 2024 11h15 | Rapport |         |               | Arbitrage : Daniël Veerman Ivan Yanchev | Arbitrage : Daniël Veerman Ivan Yanchev |

| Match 3              | Slovaquie | 15 - 1   | Serbie       |                                        |                                        |
| 2 février 2024 12h30 | Jelačič 4e, 9e, 13e, 25e, 38e · Augustinič 5e, 6e, 18e, 34e · Petráš 12e, (2x)20e, 26e · Garaj 15e · Hruska 35e | (10 - 1) | 11e Katančić | Arbitrage : Ivan Grgurev Mahmut Çilkiz | Arbitrage : Ivan Grgurev Mahmut Çilkiz |
| 2 février 2024 12h30 | Rapport |          |              | Arbitrage : Ivan Grgurev Mahmut Çilkiz | Arbitrage : Ivan Grgurev Mahmut Çilkiz |

| Match 4              | Hongrie   | 1 - 5   | Turquie                                                      |                                      |                                      |
| 2 février 2024 14h00 | Leber 25e | (0 - 1) | 8e Taşar · 30e Sansar · 34e Ekinci · 36e Aydin · 40e Acikgoz | Arbitrage : Michal Pivko Kamaal Khan | Arbitrage : Michal Pivko Kamaal Khan |
| 2 février 2024 14h00 | Rapport   |         |                                                              | Arbitrage : Michal Pivko Kamaal Khan | Arbitrage : Michal Pivko Kamaal Khan |

| Match 5              | Italie | 13 - 2  | Bulgarie                      |                                       |                                       |
| 2 février 2024 16h00 | Pagliara 3e, 35e · Succi 9e, 17e, 30e · Valentino 10e, 28e, 40e · Amorosini 16e · Ughetto 21e · Muzzioli 28e, 37e · Moretto 37e | (5 - 1) | 20e Torodov · 25e Aleksandrov | Arbitrage : Ivan Grgurev Michal Pivko | Arbitrage : Ivan Grgurev Michal Pivko |
| 2 février 2024 16h00 | Rapport |         |                               | Arbitrage : Ivan Grgurev Michal Pivko | Arbitrage : Ivan Grgurev Michal Pivko |

| Match 6              | Serbie                   | 3 - 4   | Grèce                                               |                                       |                                       |
| 2 février 2024 17h15 | A. Losonci 13e, 18e, 21e | (2 - 2) | 8e A. Dierckx · 20e Sideridis · 27e, 40e N. Dierckx | Arbitrage : Balazs Szalay Tomas Holek | Arbitrage : Balazs Szalay Tomas Holek |
| 2 février 2024 17h15 | Rapport                  |         |                                                     | Arbitrage : Balazs Szalay Tomas Holek | Arbitrage : Balazs Szalay Tomas Holek |

| Match 7              | Hongrie                     | 2 - 6   | Slovaquie                                                  |                                        |                                        |
| 2 février 2024 18h30 | Farkas 32e · Hortobágyi 38e | (0 - 3) | 9e Petráš · 17e, 23e, 40e Jelačič · 20e Bogar · 30e Krampl | Arbitrage : Ivan Yanchev Isaac Charles | Arbitrage : Ivan Yanchev Isaac Charles |
| 2 février 2024 18h30 | Rapport                     |         |                                                            | Arbitrage : Ivan Yanchev Isaac Charles | Arbitrage : Ivan Yanchev Isaac Charles |

| Match 8              | Turquie | 14 - 0  | Serbie |                                      |                                      |
| 3 février 2024 10h00 | Öztürk 2e, 27e · Elagöz 8e, 20e, 30e · Ekinci 17e, 23e, 34e · Aydin 18e, 26e, 37e · Ataş 28e, 39e · Sansar 36e | (5 - 0) |        | Arbitrage : Tomas Holek Ivan Yanchev | Arbitrage : Tomas Holek Ivan Yanchev |
| 3 février 2024 10h00 | Rapport |         |        | Arbitrage : Tomas Holek Ivan Yanchev | Arbitrage : Tomas Holek Ivan Yanchev |

| Match 9              | Slovaquie | 13 - 0  | Bulgarie |                                       |                                       |
| 3 février 2024 11h15 | Petráš 1e, 7e, 37e · Bogar 3e · Krampl 5e · Jelačič 9e, 24e · T. Romanec 12e, 20e · Augustinič 16e, 32e, 34e, 40e | (8 - 0) |          | Arbitrage : Balazs Szalay Kamaal Khan | Arbitrage : Balazs Szalay Kamaal Khan |
| 3 février 2024 11h15 | Rapport |         |          | Arbitrage : Balazs Szalay Kamaal Khan | Arbitrage : Balazs Szalay Kamaal Khan |

| Match 10             | Hongrie  | 1 - 10  | Italie                                                                                  |                                          |                                          |
| 3 février 2024 12h30 | Papp 33e | (0 - 7) | 3e Moretto · 4e, 22e, 40e Muzzioli · 4e, 16e Succi · 6e, 14e, 38e Pagliara · 18e Chiesa | Arbitrage : Daniël Veerman Mahmut Çilkiz | Arbitrage : Daniël Veerman Mahmut Çilkiz |
| 3 février 2024 12h30 | Rapport  |         |                                                                                         | Arbitrage : Daniël Veerman Mahmut Çilkiz | Arbitrage : Daniël Veerman Mahmut Çilkiz |

| Match 11             | Turquie | 15 - 2  | Grèce                          |                                        |                                        |
| 3 février 2024 14h00 | Erdoğan 2e · Öztürk 4e, 21e · Aydin 8e, 26e, 31e, 38e · Ataş 9e · Elagöz 11e, 19e, 25e · Acikgoz 14e, 39e · Özdemir 27e · Ekinci 36e | (7 - 0) | 33e A. Dierckx · 35e Goultidis | Arbitrage : Michal Pivko Isaac Charles | Arbitrage : Michal Pivko Isaac Charles |
| 3 février 2024 14h00 | Rapport |         |                                | Arbitrage : Michal Pivko Isaac Charles | Arbitrage : Michal Pivko Isaac Charles |

| Match 12             | Serbie                                                                  | 7 - 2   | Bulgarie                 |                                        |                                        |
| 3 février 2024 16h00 | Dorgan 3e · A. Losonci 15e · Marjanušić 16e · R. Kiš 19e, 23e, 24e, 36e | (4 - 2) | 6e Stoyanov · 18e Baklev | Arbitrage : Daniël Veerman Kamaal Khan | Arbitrage : Daniël Veerman Kamaal Khan |
| 3 février 2024 16h00 | Rapport                                                                 |         |                          | Arbitrage : Daniël Veerman Kamaal Khan | Arbitrage : Daniël Veerman Kamaal Khan |

| Match 13             | Slovaquie  | 1 - 5   | Italie                                                      |                                      |                                      |
| 3 février 2024 17h15 | Hruska 14e | (1 - 3) | 6e, 14e Pagliara · 15e Succi · 23e Muzzioli · 26e Amorosini | Arbitrage : Tomas Holek Ivan Grgurev | Arbitrage : Tomas Holek Ivan Grgurev |
| 3 février 2024 17h15 | Rapport    |         |                                                             | Arbitrage : Tomas Holek Ivan Grgurev | Arbitrage : Tomas Holek Ivan Grgurev |

| Match 14             | Hongrie | 11 - 0  | Grèce |                                        |                                        |
| 3 février 2024 18h30 | Farkas 2e · Kovacs 11e · Leber 20e, 26e · Wesselenyi 21e · Hortobágyi 22e · Ujvari 26e · Papp 28e · Szóga 34e, 38e · Csőgór 35e | (3 - 0) |       | Arbitrage : Mahmut Çilkiz Michal Pivko | Arbitrage : Mahmut Çilkiz Michal Pivko |
| 3 février 2024 18h30 | Rapport |         |       | Arbitrage : Mahmut Çilkiz Michal Pivko | Arbitrage : Mahmut Çilkiz Michal Pivko |

| Match 15             | Turquie                               | 4 - 3   | Italie                          |                                          |                                          |
| 4 février 2024 08h30 | Özdemir 2e · Elagöz 5e, 9e · Ataş 34e | (3 - 1) | 13e, 22e Muzzioli · 38e Moretto | Arbitrage : Daniël Veerman Isaac Charles | Arbitrage : Daniël Veerman Isaac Charles |
| 4 février 2024 08h30 | Rapport                               |         |                                 | Arbitrage : Daniël Veerman Isaac Charles | Arbitrage : Daniël Veerman Isaac Charles |

| Match 16             | Slovaquie | 15 - 1  | Grèce            |                                      |                                      |
| 4 février 2024 09h45 | Jelačič 1e, 8e, 18e, 23e · Garaj 5e · Bogar 11e, 24e · Krampl 17e, 33e · Augustinič 25e, 34e, 35e, 37e, 40e · Petráš 29e | (6 - 0) | 26e Koulouvardis | Arbitrage : Kamaal Khan Ivan Yanchev | Arbitrage : Kamaal Khan Ivan Yanchev |
| 4 février 2024 09h45 | Rapport |         |                  | Arbitrage : Kamaal Khan Ivan Yanchev | Arbitrage : Kamaal Khan Ivan Yanchev |

| Match 17             | Hongrie                                                       | 6 - 0   | Bulgarie |                                       |                                       |
| 4 février 2024 11h00 | Wesselenyi 17e, 37e · Kovacs 18e, 39e · Leber 28e · Szóga 35e | (2 - 0) |          | Arbitrage : Tomas Holek Mahmut Çilkiz | Arbitrage : Tomas Holek Mahmut Çilkiz |
| 4 février 2024 11h00 | Rapport                                                       |         |          | Arbitrage : Tomas Holek Mahmut Çilkiz | Arbitrage : Tomas Holek Mahmut Çilkiz |

| Match 18             | Italie | 18 - 1  | Serbie    |                                        |                                        |
| 4 février 2024 12h15 | Saoncella 5e · Succi 6e, 25e, 36e, 40e · Pagliara 7e, 9e, 17e, 20e, 27e · Chiesa 12e, 21e · Valentino 19e · Muzzioli 29e, 35e, 37e, 39e · Amorosini 30e | (8 - 0) | 26e Kakaš | Arbitrage : Balazs Szalay Ivan Grgurev | Arbitrage : Balazs Szalay Ivan Grgurev |
| 4 février 2024 12h15 | Rapport |         |           | Arbitrage : Balazs Szalay Ivan Grgurev | Arbitrage : Balazs Szalay Ivan Grgurev |

| Match 19             | Turquie                                                                      | 8 - 4   | Slovaquie                                    |                                        |                                        |
| 4 février 2024 13h30 | Erdoğan 4e · Aydin 6e, 21e · Elagöz 23e, 37e, 38e · Acikgoz 25e · Sansar 28e | (2 - 3) | 1e, 37e Romanec · 9e Petráš · 14e Augustinič | Arbitrage : Daniël Veerman Tomas Holek | Arbitrage : Daniël Veerman Tomas Holek |
| 4 février 2024 13h30 | Rapport                                                                      |         |                                              | Arbitrage : Daniël Veerman Tomas Holek | Arbitrage : Daniël Veerman Tomas Holek |

| Match 20             | Grèce                                       | 5 - 7   | Bulgarie                                                                |                                         |                                         |
| 4 février 2024 14h45 | A. Dierckx 3e, 8e · N. Dierckx 5e, 16e, 26e | (4 - 0) | 22e, 23e, 28e, 35e Baklev · 30e Aleksandrov · 34e Momchilov · 40e Lekov | Arbitrage : Mahmut Çilkiz Isaac Charles | Arbitrage : Mahmut Çilkiz Isaac Charles |
| 4 février 2024 14h45 | Rapport                                     |         |                                                                         | Arbitrage : Mahmut Çilkiz Isaac Charles | Arbitrage : Mahmut Çilkiz Isaac Charles |

| Match 21             | Hongrie                                                                          | 6 - 0   | Serbie |                                       |                                       |
| 4 février 2024 16h00 | Leber 17e · Wesselenyi 18e · Hortobágyi 27e · Papp 28e · Kovacs 30e · Csőgór 38e | (2 - 0) |        | Arbitrage : Michal Pivko Ivan Yanchev | Arbitrage : Michal Pivko Ivan Yanchev |
| 4 février 2024 16h00 | Rapport                                                                          |         |        | Arbitrage : Michal Pivko Ivan Yanchev | Arbitrage : Michal Pivko Ivan Yanchev |

## Classement final
| Rang | Tournoi  | Équipe      | J | V | N | P | BP | BC | +/- | Pts |
| ---- | -------- | ----------- | - | - | - | - | -- | -- | --- | --- |
| 11   | Budapest | Turquie P   | 6 | 6 | 0 | 0 | 59 | 12 | +47 | 18  |
| 12   | Paredes  | Irlande P   | 5 | 4 | 0 | 1 | 34 | 12 | +22 | 12  |
| 13   | Budapest | Italie P    | 6 | 5 | 0 | 1 | 63 | 10 | +53 | 15  |
| 14   | Paredes  | Danemark P  | 5 | 3 | 0 | 2 | 32 | 16 | +16 | 9   |
| 15   | Budapest | Slovaquie P | 6 | 4 | 0 | 2 | 54 | 17 | +37 | 12  |
| 16   | Paredes  | Lituanie    | 5 | 3 | 0 | 2 | 19 | 16 | +3  | 9   |
| 17   | Budapest | Hongrie H   | 6 | 3 | 0 | 3 | 27 | 21 | +6  | 9   |
| 18   | Paredes  | Chypre P    | 5 | 1 | 0 | 4 | 6  | 26 | -20 | 3   |
| 19   | Paredes  | Norvège     | 4 | 1 | 0 | 3 | 8  | 29 | -21 | 3   |
| 20   | Budapest | Bulgarie    | 6 | 1 | 0 | 5 | 13 | 57 | -44 | 3   |
| 21   | Budapest | Serbie      | 6 | 1 | 0 | 5 | 12 | 59 | -47 | 3   |
| 22   | Budapest | Grèce       | 6 | 1 | 0 | 5 | 13 | 65 | -52 | 3   |

|  | Nation promue pour l'Euro 2026 |